# Rhythmbox
Rhythmbox是一个GNOME默认的音乐管理和播放软件，软件界面和苹果公司的iTunes很相似。Rhythmbox是一个自由软件，其核心播放功能基于GStreamer多媒体框架。

## 功能
Rhythmbox提供了越来越多的功能，包括：

### 音乐回放
支持回放来自不同的数字音乐来源，但不包括MIDI。最常见的回放是作为文件存储在本地计算机上的音乐。Rhythmbox还支持播放流媒体（網路電台及播客）。Rhythmbox支持重放增益标准。
Rhythmbox支持搜索和排序库中的音乐。播放列表可以产生组并排列音乐。用户还可以创建一个“智能播放列表”，它可以根据自定的规则自动更新（就像数据库队列），而不是让轨道任意排列。音乐可以在“重复”或“乱序”模式播放。
跟踪评级的支持可以用在“乱序”模式并使高评级的轨道播放得更多。

### 音乐导入
- 抓取音频CD（需要可选的音频CD提取器软件）
- 通过GStreamer，支持全面的音频格式
- iPod支持（实验性的）

### 刻录音频CD
从0.9版本起，Rhythmbox可以从播放列表创建音频CD。

### 显示专辑封面
从0.9.5版本起，Rhythmbox可以为正在播放的专辑显示专辑封面。不过，这个插件通过搜索互联网找到相应的插图，而非为专辑插图读取嵌入式的ID3标签。

### 显示歌词
从0.9.5版本起，Rhythmbox可以为正在播放的歌曲提供歌词（只有它们存储在一个歌词数据库中，就像leoslyrics）

### Last.fm支持
从0.9.6版本起，Rhythmbox可以提交播放的歌曲到你的Last.fm账户（叫做记录——"scrobbling"）。从0.9.7版本起，它还可以收听Last.fm的的电台。

### Jamendo支持
从0.9.6版本起，Rhythmbox可以浏览和播放全部Jamendo免费（如果是自由的）音乐资料库。

### DAAP共享
0.10.0以后的版本支持DAAP共享。

### 一体化

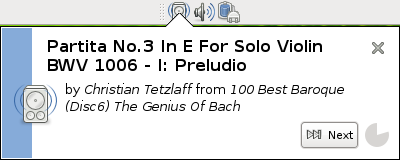
Rhythmbox可以很容易地集成到GNOME面板上。

Rhythmbox已经与一些外部程序，服务和设备广泛地集成，包括：
- Nautilus文件管理器：上下文菜单上的一体化（在版本0.8.8中默认关闭）；“悬停模式（預覽功能）”，当鼠标悬停在音乐文件上时，音乐将播放。
- XChat，通过一个XChat插件Rhythmbox XChat播音员 (Perl)。
- Pidgin-Rhythmbox（页面存档备份，存于）用正在播放的轨道的细节自动更新Pidgin用户信息。
- Gajim和Pidgin包括选择用正在播放的轨道的细节自动更新用户详情[2]。
- Music Applet（页面存档备份，存于）（以前称为Rhythmbox的小程序），一个可以在面板上控制Rhythmbox播放的GNOME面板小程序。
- Shuffle，一个gDesklet，为Rhythmbox提供一个类似于iPod Shuffle的界面。
- Rhythmbox XSLT，允许音乐库作为一个网页浏览。
- Rhythmbox Tune Publisher通过User Tune协议发布正在播放的Rhythmbox轨道到Jabber（用于Jabber世界地图）。
- Blue Remote允许通过蓝牙（手机）控制Rhythmbox。
- FoxyTunes，一个Mozilla Firefox扩展，提供在浏览器中控制Rhythmbox回放的功能。
- 用来从Jamendo和Magnatune浏览和播放创作共用协议的专辑的插件。